# Olizy
Olizy település Franciaországban, Marne megyében. Lakosainak száma 142 fő (2022. január 1.). Olizy Villers-Agron-Aiguizy, Anthenay, Cuisles, Jonquery és Romigny községekkel határos.

## Népesség
A település népességének változása:
| Lakosok száma | 131  | 106  | 129  | 121  | 160  | 163  | 160  | 150  | 148  | 142  |
|               | 1968 | 1982 | 1990 | 2006 | 2013 | 2015 | 2017 | 2019 | 2020 | 2022 |